# Psusenes I
Ajeperra Pasebajaenniut Meryamon, o Psusenes I (en griego Ψουσέννης), es el tercer faraón de la dinastía XXI de Egipto. Gobernó de 1039 a 991 a. C. durante el Tercer periodo intermedio de Egipto. Su nombre, Pasebajaenniut Meryamon, significa «La estrella que aparece en la ciudad (Tebas), amado de Amón».

## Biografía
La duración precisa de su reinado es desconocida pues las diferentes copias de Manetón citan a Psusenes con un reinado de 46 años (Julio Africano) o 41 años (Eusebio de Cesarea). Sin embargo su reinado fue muy largo, y de él se conocen dos fechas separadas al menos 49 años.
Según Kenneth Kitchen, Psusennes mantuvo un corregencia de varios años con su hijo Amenemopet, documentada en el vendaje de una momia, actualmente perdida, que vincula «el año 10.º de Amenemopet al año 49.º de Psusenes I».[cita requerida]

### La tumba de Psusennes

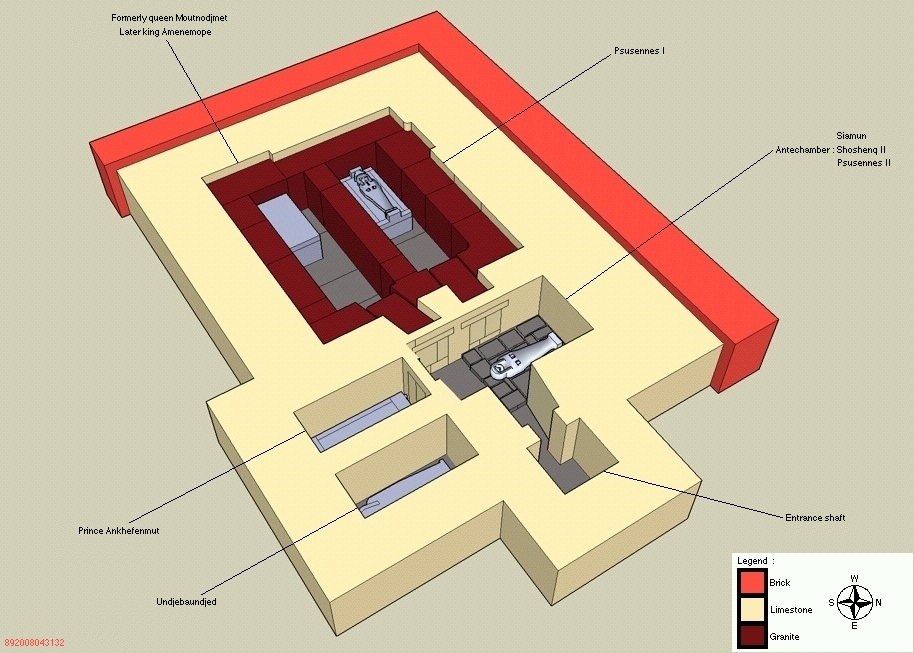
Tumba de Psusenes I en Tanis (Egipto).

Pierre Montet descubrió en Tanis la tumba intacta de Psusenes (n.º 3) en 1940. Debido a la gran humedad del lugar, en el Bajo Egipto, la mayor parte de los objetos de materiales orgánicos estaban descompuestos.
El sarcófago exterior de granito rojo y el intermedio de granito negro habían sido reutilizados o usurpados. La momia de Psusennes estaba dentro de un tercer ataúd de plata, algo inusual en el antiguo Egipto pues al tener que ser importada era un metal más escaso y valioso que el oro.
Un cartucho en el exterior del sarcófago rojo indicaba que originalmente había pertenecido al faraón Merenptah, el sucesor de Ramsés II de la dinastía XIX, de su enterramiento previo en el Valle de los Reyes. Los robos de tumbas fueron práctica habitual en el tercer periodo Intermedio y muchos sarcófagos quedaron desocupados.
Douglas Derry, del departamento de anatomía de la Universidad de El Cairo, examinó sus restos en 1940 y observó que Psusenes tenía los dientes muy cariados, y que el faraón sufrió una artritis que probablemente le invalidó durante sus últimos años.

## Titulatura
| Titulatura | Jeroglífico | Transliteración (transcripción) - traducción - (referencias) |

| G5 |

| G5 |

| E2 · D40 | m | D37 · D37 | i | mn · n | wsr | f · F39 | Z7 | s | N28 · D36 | m | R19 | t · O49 |

| E2 · D40 | m | D37 · D37 | i | mn · n | wsr | f · F39 | Z7 | s | N28 · D36 | m | R19 | t · O49 |

| E2 · D40 | m | D37 · D37 | i | mn · n | wsr | f · F39 | Z7 | s | N28 · D36 | m | R19 | t · O49 |

| E2 · D40 | m | D37 · D37 | i | mn · n | wsr | f · F39 | Z7 | s | N28 · D36 | m | R19 | t · O49 |

| G5 |

| G5 |

| E2 · D40 | m | D37 · D37 | i | mn · n | wsr | f · F39 | Z7 | s | N28 · D36 | m | R19 | t · O49 |

| E2 · D40 | m | D37 · D37 | i | mn · n | wsr | f · F39 | Z7 | s | N28 · D36 | m | R19 | t · O49 |

| E2 · D40 | m | D37 · D37 | i | mn · n | wsr | f · F39 | Z7 | s | N28 · D36 | m | R19 | t · O49 |

| E2 · D40 | m | D37 · D37 | i | mn · n | wsr | f · F39 | Z7 | s | N28 · D36 | m | R19 | t · O49 |

| G16 |

| G16 |

| G36 · r | mn · n | W24 · W24 · W24 | m | i | p · t | Q1 | Z2s · O49 | nb | F9 · F9 |

| G36 · r | mn · n | W24 · W24 · W24 | m | i | p · t | Q1 | Z2s · O49 | nb | F9 · F9 |

| G45 | f · N17 · N17 | V29 | t | M23 | N5 | m | W19 | p · t · N1 |

| G45 | f · N17 · N17 | V29 | t | M23 | N5 | m | W19 | p · t · N1 |

| G16 |

| G16 |

| G36 · r | mn · n | W24 · W24 · W24 | m | i | p · t | Q1 | Z2s · O49 | nb | F9 · F9 |

| G36 · r | mn · n | W24 · W24 · W24 | m | i | p · t | Q1 | Z2s · O49 | nb | F9 · F9 |

| G45 | f · N17 · N17 | V29 | t | M23 | N5 | m | W19 | p · t · N1 |

| G45 | f · N17 · N17 | V29 | t | M23 | N5 | m | W19 | p · t · N1 |

| G8 |

| G8 |

| F36 | L1 | Z3 | D46 · r | D40 · T10 · t | Z3 | Z3 | Z3 | V15 · D40 | m |

| F36 | L1 | Z3 | D46 · r | D40 · T10 · t | Z3 | Z3 | Z3 | V15 · D40 | m |

| m&f | S42 | m | N17 · N17 · N17 | N21 · N21 · nb · Z2 |

| m&f | S42 | m | N17 · N17 · N17 | N21 · N21 · nb · Z2 |

| G8 |

| G8 |

| F36 | L1 | Z3 | D46 · r | D40 · T10 · t | Z3 | Z3 | Z3 | V15 · D40 | m |

| F36 | L1 | Z3 | D46 · r | D40 · T10 · t | Z3 | Z3 | Z3 | V15 · D40 | m |

| m&f | S42 | m | N17 · N17 · N17 | N21 · N21 · nb · Z2 |

| m&f | S42 | m | N17 · N17 · N17 | N21 · N21 · nb · Z2 |

| N5 | O29V | L1 | C12 | U21 · n |

| N5 | O29V | L1 | C12 | U21 · n |

| N5 | O29V | L1 | C12 | U21 · n |

| N5 | O29V | L1 | C12 | U21 · n |

| N5 | O29V | L1 | C12 | U21 · n |

| N5 | O29V | L1 | C12 | U21 · n |

| N5 | O29V | L1 | C12 | U21 · n |

| N5 | O29V | L1 | C12 | U21 · n |

| N5 | O29V | L1 | C12 | U21 · n |

| N5 | O29V | L1 | C12 | U21 · n |

| N5 | O29V | L1 | C12 | U21 · n |

| N5 | O29V | L1 | C12 | U21 · n |

| N5 | O29V | L1 | C12 | U21 · n |

| N5 | O29V | L1 | C12 | U21 · n |

| N5 | O29V | L1 | C12 | U21 · n |

| N5 | O29V | L1 | C12 | U21 · n |

| i | mn · n · U7 | G40 | N14 · N28 · n | O49 |

| i | mn · n · U7 | G40 | N14 · N28 · n | O49 |

| i | mn · n · U7 | G40 | N14 · N28 · n | O49 |

| i | mn · n · U7 | G40 | N14 · N28 · n | O49 |

| i | mn · n · U7 | G40 | N14 · N28 · n | O49 |

| i | mn · n · U7 | G40 | N14 · N28 · n | O49 |

| i | mn · n · U7 | G40 | N14 · N28 · n | O49 |

| i | mn · n · U7 | G40 | N14 · N28 · n | O49 |

| i | mn · n · U7 | G40 | N14 · N28 · n | O49 |

| i | mn · n · U7 | G40 | N14 · N28 · n | O49 |

| i | mn · n · U7 | G40 | N14 · N28 · n | O49 |

| i | mn · n · U7 | G40 | N14 · N28 · n | O49 |

| i | mn · n · U7 | G40 | N14 · N28 · n | O49 |

| i | mn · n · U7 | G40 | N14 · N28 · n | O49 |

| i | mn · n · U7 | G40 | N14 · N28 · n | O49 |

| i | mn · n · U7 | G40 | N14 · N28 · n | O49 |